# Gebäude des Fernmeldeamtes (Warschau)

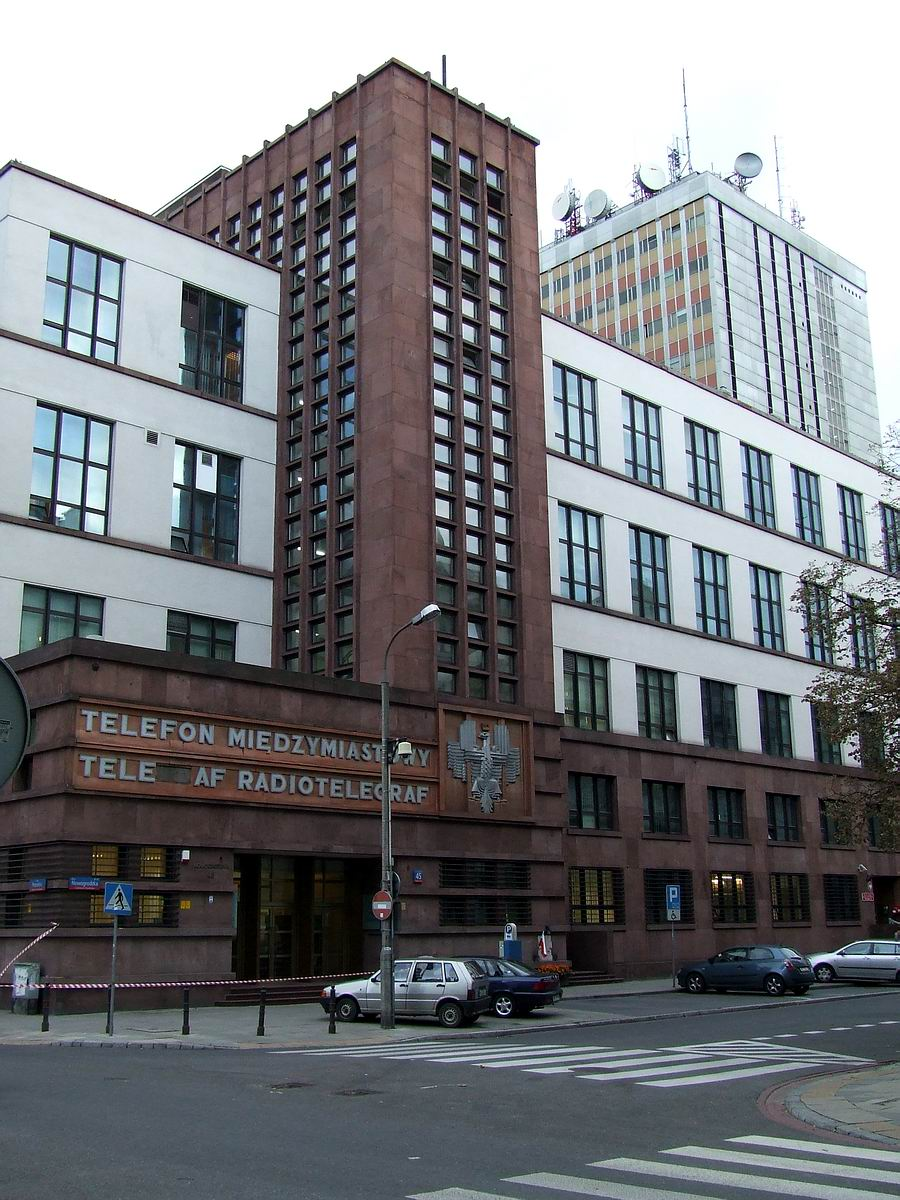
Haupteingang an der Kreuzung Nowogrodzka und Poznańska

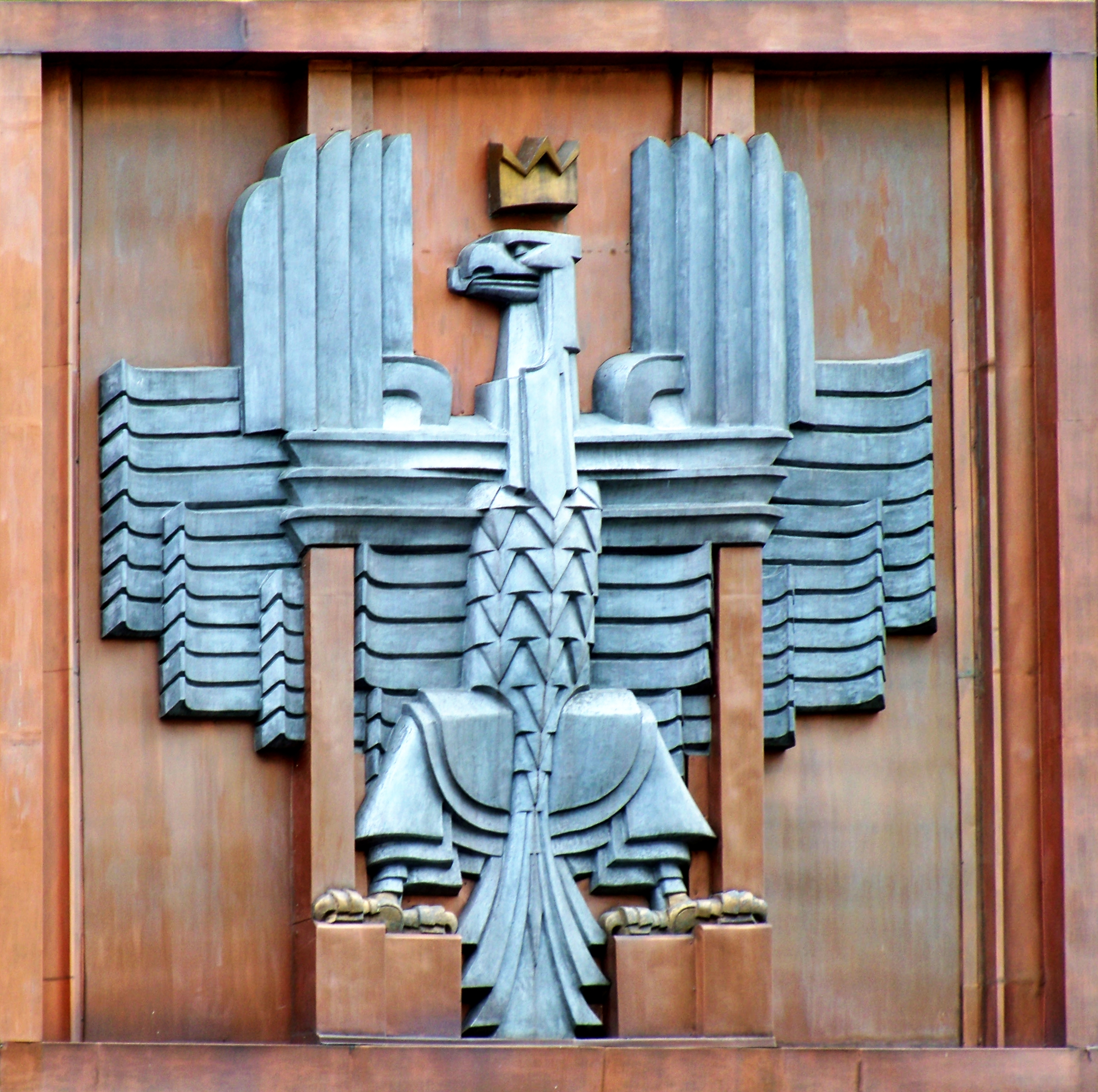
Die den polnischen Adler darstellende Metall-Installation über dem Haupteingang ist bis heute erhalten

Das Gebäude des Fernmeldeamtes in Warschau (auch Telegraphenturm, Turm der Telegraphie oder Telekommunikationsgebäude genannt; in Polnisch: Wieża Telegrafu, Gmach Centrum Systemów Telekomunikacyjnych, Gmach d. Poczty Głównej oder  Urząd Telekomunikacyjny i Telegraficzny) befindet sich im Innenstadtdistrikt zwischen den Straßen Ulica Nowogrodzka (45), Ulica Poznańska (29–33) und Ulica św. Barbary (2).
Das extrem funktionalistische Gebäude wurde von 1928 bis 1934 als Sitz der Hauptverwaltung des polnischen Telekommunikationsamtes (Główny Urząd Telekomunikacyjny) nach einem Entwurf von Julian Puterman-Sadłowski (1892–1953) und W. Radlow errichtet. Für die Statik war Stefan Bryła verantwortlich. Das Post- und Fernmeldeministerium (Ministerstwo Poczt i Telegrafów - MPiT) hatte zuvor einen Wettbewerb ausgeschrieben, bei dem der Bildhauer Antoni Miszewski (1891–1957), der später mit Puterman-Sadłowski zusammenarbeitete, prämiert worden war. Vor Baubeginn mussten vorher hier stehende Lager- und Archivgebäude der Bank Polski abgerissen werden.
Das Fernmeldeamtgebäude war das erste Bauwerk Polens, das als Stahlskelettbau ausgeführt wurde. Es basiert auf Le Corbusiers Ausführungen zu den „fünf Punkten der modernen Architektur“; so wurden Flachdach-Terrassen sowie soziale und Freizeiteinrichtungen (darunter Lounges, ein Casino, ein Garten mit Pergola) angelegt, die heute nicht mehr genutzt werden oder umgewidmet wurden. Die Farbgebung der streng modernistisch gegliederten Fassade war kontrastreich; helle, glatte Flächen wurden mit einer dunkelroten Sandstein-Verkleidung kombiniert. Der Haupteingang wurde an die Nowogrodzka 45 gelegt.
Während des Warschauer Aufstandes konnten die deutschen Besatzungseinheiten das Gebäude als wichtige Stellung gegen die Aufständischen durchgängig halten. Am 18. August 1944 wurden hier 18 polnische Postangestellte von einer deutschen Einheit erschossen; ein Gedenkstein am Haupteingang erinnert heute an die Exekution. 1945 kam es zur Instandsetzung und Modernisierung des kriegsbeschädigten Bauwerks. Ein Ausbau des Komplexes wurde von 1959 bis 1962 nach Plänen von Mieczysław Wróbel († 2009) und Mieczysław Pomianowski durchgeführt. Das Gebäudeensemble ist unter der Nummer 780-A (45) vom 1. Juli 1965 in das Denkmalschutzregister eingetragen.
Schräg vor dem Gebäude auf der Ulica Nowogrodzka zwischen Ulica Marszałkowska und Ulica Poznanska befand sich bis 1958 die Endstation (Warszawa Marszałkowska) der Vorortbahn  Warszawska Kolej Dojazdowa.